# Microsoft Publisher
Microsoft Publisher är ett desktop publishing-program från Microsoft. Det anses vara ett nybörjarprogram då det ger betydligt mer möjligheter till sidlayout än ett ordbehandlingsprogram som till exempel Word men saknar mer avancerade funktioner som krävs av ett professionellt program som exempelvis Indesign och QuarkXPress. 

## Kompatibilitet
Publishers proprietära filformat (.pub) kan öppnas av LibreOffice 4.0.0 och nyare och Scribus 1.5.0 och nyare med hjälp av libmspub.